# 選抜高等学校野球大会 (広島県勢)
選抜高等学校野球大会においての広島県勢の成績について記す。

## 大会結果
| 大会                 | 選出校                    | 試合結果 | 試合結果                            | 成績     |
| -------------------- | ------------------------- | -------- | ----------------------------------- | -------- |
| 第2回大会（1925年）  | 広陵中（初出場）          | 1回戦    | ● 3 - 4 松山商                      | 初戦敗退 |
| 第3回大会（1926年）  | 広陵中（2年連続2回目）    | 1回戦    | ○ 11 - 1 静岡中                     | 優勝     |
| 第3回大会（1926年）  | 広陵中（2年連続2回目）    | 準々決勝 | ○ 4 - 3 和歌山中                    | 優勝     |
| 第3回大会（1926年）  | 広陵中（2年連続2回目）    | 準決勝   | ○ 5 - 4 柳井中（延長10回）          | 優勝     |
| 第3回大会（1926年）  | 広陵中（2年連続2回目）    | 決勝     | ○ 7 - 0 松本商                      | 優勝     |
| 第4回大会（1927年）  | 広陵中（3年連続3回目）    | 1回戦    | ○ 10 - 0 静岡中（7回コールド）      | 準優勝   |
| 第4回大会（1927年）  | 広陵中（3年連続3回目）    | 準決勝   | ○ 8 - 1 松本商                      | 準優勝   |
| 第4回大会（1927年）  | 広陵中（3年連続3回目）    | 決勝     | ● 3 - 8 和歌山中                    | 準優勝   |
| 第5回大会（1928年）  | 広陵中（4年連続4回目）    | 1回戦    | ● 4 - 7 甲陽中                      | 初戦敗退 |
| 第6回大会（1929年）  | 広島商（初出場）          | 1回戦    | ● 1 - 4 愛知一中                    | 初戦敗退 |
| 第6回大会（1929年）  | 広陵中（5年連続5回目）    | 1回戦    | ○ 13 - 6 慶応商工                   | 準優勝   |
| 第6回大会（1929年）  | 広陵中（5年連続5回目）    | 準々決勝 | ○ 3 - 0 関西甲種商                  | 準優勝   |
| 第6回大会（1929年）  | 広陵中（5年連続5回目）    | 準決勝   | ○ 9x - 8 愛知一中                   | 準優勝   |
| 第6回大会（1929年）  | 広陵中（5年連続5回目）    | 決勝     | ● 1 - 3 第一神港商                  | 準優勝   |
| 第7回大会（1930年）  | 広島商（2年連続2回目）    | 1回戦    | ● 0 - 4 平安中                      | 初戦敗退 |
| 第8回大会（1931年）  | 広島商（3年連続3回目）    | 2回戦    | ○ 4 - 0 坂出商                      | 優勝     |
| 第8回大会（1931年）  | 広島商（3年連続3回目）    | 準々決勝 | ○ 3 - 0 松山商                      | 優勝     |
| 第8回大会（1931年）  | 広島商（3年連続3回目）    | 準決勝   | ○ 10 - 8 八尾中                     | 優勝     |
| 第8回大会（1931年）  | 広島商（3年連続3回目）    | 決勝     | ○ 2 - 0 中京商                      | 優勝     |
| 第9回大会（1932年）  | 広陵中（3年ぶり6回目）    | 1回戦    | ● 0 - 3 明石中                      | 初戦敗退 |
| 第9回大会（1932年）  | 広島商（4年連続4回目）    | 1回戦    | ● 1 - 4 坂出商                      | 初戦敗退 |
| 第10回大会（1933年） | 大正中（初出場）          | 1回戦    | ○ 4 - 3 松山中（延長12回）          | 2回戦    |
| 第10回大会（1933年） | 大正中（初出場）          | 2回戦    | ● 2 - 3 京都商                      | 2回戦    |
| 第10回大会（1933年） | 広島商（5年連続5回目）    | 1回戦    | ○ 9 - 1 横浜商                      | ベスト4  |
| 第10回大会（1933年） | 広島商（5年連続5回目）    | 2回戦    | ○ 2 - 1 一宮中                      | ベスト4  |
| 第10回大会（1933年） | 広島商（5年連続5回目）    | 準々決勝 | ○ 5 - 1 和歌山商                    | ベスト4  |
| 第10回大会（1933年） | 広島商（5年連続5回目）    | 準決勝   | ● 0 - 4 岐阜商                      | ベスト4  |
| 第11回大会（1934年） | 呉港中（2年連続2回目）    | 1回戦    | ● 2 - 4 岐阜商                      | 初戦敗退 |
| 第12回大会（1935年） | 広陵中（3年ぶり7回目）    | 2回戦    | ○ 5 - 2 平安中                      | 準優勝   |
| 第12回大会（1935年） | 広陵中（3年ぶり7回目）    | 準々決勝 | ○ 7 - 3 中京商                      | 準優勝   |
| 第12回大会（1935年） | 広陵中（3年ぶり7回目）    | 準決勝   | ○ 5 - 1 東邦商                      | 準優勝   |
| 第12回大会（1935年） | 広陵中（3年ぶり7回目）    | 決勝     | ● 4 - 5 岐阜商                      | 準優勝   |
| 第13回大会（1936年） | 呉港中（2年ぶり3回目）    | 2回戦    | ● 1 - 4 愛知商                      | 初戦敗退 |
| 第13回大会（1936年） | 広島商（3年ぶり6回目）    | 1回戦    | ● 2 - 3x 岐阜商                     | 初戦敗退 |
| 第15回大会（1938年） | 広島商（2年ぶり7回目）    | 1回戦    | ● 0 - 1 平安中                      | 初戦敗退 |
| 第16回大会（1939年） | 呉港中（3年ぶり4回目）    | 2回戦    | ● 1 - 2 島田商                      | 初戦敗退 |
| 第17回大会（1940年） | 広島商（2年ぶり8回目）    | 2回戦    | ● 2 - 9 福岡工                      | 初戦敗退 |
| 第19回大会（1947年） | 広島商（7年ぶり9回目）    | 1回戦    | ● 5 - 8 熊本商                      | 初戦敗退 |
| 第23回大会（1951年） | 呉三津田（初出場）        | 1回戦    | ● 1 - 4 明治（延長11回）            | 初戦敗退 |
| 第24回大会（1952年） | 広島観音（5年ぶり10回目） | 2回戦    | ● 2 - 7 鳴尾                        | 初戦敗退 |
| 第28回大会（1956年） | 広島商（4年ぶり11回目）   | 1回戦    | ● 1 - 2 岐阜商                      | 初戦敗退 |
| 第30回大会（1958年） | 広陵（23年ぶり8回目）     | 1回戦    | ● 1 - 3 中京商                      | 初戦敗退 |
| 第31回大会（1959年） | 広陵（2年連続9回目）      | 1回戦    | ● 0 - 1 芦屋                        | 初戦敗退 |
| 第35回大会（1963年） | 呉港（24年ぶり5回目）     | 1回戦    | ○ 5 - 1 大津商                      | ベスト8  |
| 第35回大会（1963年） | 呉港（24年ぶり5回目）     | 2回戦    | ○ 4 - 1 丸亀商                      | ベスト8  |
| 第35回大会（1963年） | 呉港（24年ぶり5回目）     | 準々決勝 | ● 3 - 6 早稲田実                    | ベスト8  |
| 第36回大会（1964年） | 尾道商（初出場）          | 1回戦    | ○ 3 - 1 日南                        | 準優勝   |
| 第36回大会（1964年） | 尾道商（初出場）          | 2回戦    | ○ 2 - 0 和歌山海南                  | 準優勝   |
| 第36回大会（1964年） | 尾道商（初出場）          | 準々決勝 | ○ 6 - 2 市西宮                      | 準優勝   |
| 第36回大会（1964年） | 尾道商（初出場）          | 準決勝   | ○ 4 - 0 博多工                      | 準優勝   |
| 第36回大会（1964年） | 尾道商（初出場）          | 決勝     | ● 2 - 3 徳島海南                    | 準優勝   |
| 第39回大会（1967年） | 尾道商（3年ぶり2回目）    | 1回戦    | ● 6 - 11 三田学園                   | 初戦敗退 |
| 第40回大会（1968年） | 広陵（9年ぶり10回目）     | 1回戦    | ○ 3 - 1 中京                        | ベスト8  |
| 第40回大会（1968年） | 広陵（9年ぶり10回目）     | 2回戦    | ○ 3 - 1 今治西                      | ベスト8  |
| 第40回大会（1968年） | 広陵（9年ぶり10回目）     | 準々決勝 | ● 3 - 7 箕島                        | ベスト8  |
| 第40回大会（1968年） | 尾道商（2年連続3回目）    | 1回戦    | ○ 2 - 1 佼成学園                    | 準優勝   |
| 第40回大会（1968年） | 尾道商（2年連続3回目）    | 2回戦    | ○ 2 - 0 市神港（延長10回）          | 準優勝   |
| 第40回大会（1968年） | 尾道商（2年連続3回目）    | 準々決勝 | ○ 2 - 1 名古屋電工                  | 準優勝   |
| 第40回大会（1968年） | 尾道商（2年連続3回目）    | 準決勝   | ○ 3 - 1 倉敷工                      | 準優勝   |
| 第40回大会（1968年） | 尾道商（2年連続3回目）    | 決勝     | ● 2 - 3 大宮工                      | 準優勝   |
| 第41回大会（1969年） | 広島商（13年ぶり12回目）  | 2回戦    | ○ 12 - 0 首里                       | ベスト8  |
| 第41回大会（1969年） | 広島商（13年ぶり12回目）  | 準々決勝 | ● 0 - 3 浪商                        | ベスト8  |
| 第42回大会（1970年） | 広陵（2年ぶり11回目）     | 2回戦    | ○ 3 - 0 富山商                      | ベスト4  |
| 第42回大会（1970年） | 広陵（2年ぶり11回目）     | 準々決勝 | ○ 1 - 0 千葉商                      | ベスト4  |
| 第42回大会（1970年） | 広陵（2年ぶり11回目）     | 準決勝   | ● 0 - 3 箕島                        | ベスト4  |
| 第45回大会（1973年） | 広島商（4年ぶり13回目）   | 1回戦    | ○ 3 - 0 静岡商                      | 準優勝   |
| 第45回大会（1973年） | 広島商（4年ぶり13回目）   | 2回戦    | ○ 1 - 0 松江商                      | 準優勝   |
| 第45回大会（1973年） | 広島商（4年ぶり13回目）   | 準々決勝 | ○ 1 - 0 日大一                      | 準優勝   |
| 第45回大会（1973年） | 広島商（4年ぶり13回目）   | 準決勝   | ○ 2 - 1 作新学院                    | 準優勝   |
| 第45回大会（1973年） | 広島商（4年ぶり13回目）   | 決勝     | ● 1 - 3 横浜（延長11回）            | 準優勝   |
| 第46回大会（1974年） | 広島商（2年連続14回目）   | 1回戦    | ○ 2 - 0 苫小牧工                    | 2回戦    |
| 第46回大会（1974年） | 広島商（2年連続14回目）   | 2回戦    | ● 2 - 3 大分商                      | 2回戦    |
| 第47回大会（1975年） | 広島工（初出場）          | 1回戦    | ○ 8 - 1 志度商                      | 2回戦    |
| 第47回大会（1975年） | 広島工（初出場）          | 2回戦    | ● 0 - 3 福井商                      | 2回戦    |
| 第48回大会（1976年） | 崇徳（初出場）            | 1回戦    | ○ 11 - 8 高松商                     | 優勝     |
| 第48回大会（1976年） | 崇徳（初出場）            | 2回戦    | ○ 4 - 1 鉾田一                      | 優勝     |
| 第48回大会（1976年） | 崇徳（初出場）            | 準々決勝 | ○ 4 - 0 福井                        | 優勝     |
| 第48回大会（1976年） | 崇徳（初出場）            | 準決勝   | ○ 3 - 1 日田林工                    | 優勝     |
| 第48回大会（1976年） | 崇徳（初出場）            | 決勝     | ○ 5 - 0 小山                        | 優勝     |
| 第49回大会（1977年） | 瀬戸内（初出場）          | 1回戦    | ● 0 - 5 早稲田実                    | 初戦敗退 |
| 第50回大会（1978年） | 崇徳（2年ぶり2回目）      | 1回戦    | ● 1 - 2 南宇和                      | 初戦敗退 |
| 第51回大会（1979年） | 府中東（初出場）          | 1回戦    | ● 0 - 8 高松商                      | 初戦敗退 |
| 第52回大会（1980年） | 広陵（10年ぶり12回目）    | 1回戦    | ○ 6x - 5 東海大四                   | ベスト4  |
| 第52回大会（1980年） | 広陵（10年ぶり12回目）    | 2回戦    | ○ 1 - 0 九州学院                    | ベスト4  |
| 第52回大会（1980年） | 広陵（10年ぶり12回目）    | 準々決勝 | ○ 4x - 3 諫早                       | ベスト4  |
| 第52回大会（1980年） | 広陵（10年ぶり12回目）    | 準決勝   | ● 1 - 5 高知商                      | ベスト4  |
| 第53回大会（1981年） | 尾道商（13年ぶり4回目）   | 2回戦    | ● 1 - 4 高松商                      | 初戦敗退 |
| 第54回大会（1982年） | 尾道商（2年連続5回目）    | 1回戦    | ○ 3 - 0 千葉商大付                  | ベスト8  |
| 第54回大会（1982年） | 尾道商（2年連続5回目）    | 2回戦    | ○ 5 - 3 日大山形                    | ベスト8  |
| 第54回大会（1982年） | 尾道商（2年連続5回目）    | 準々決勝 | ● 3 - 5 中京                        | ベスト8  |
| 第55回大会（1983年） | 広島商（9年ぶり15回目）   | 1回戦    | ● 2 - 7 横浜商                      | 初戦敗退 |
| 第56回大会（1984年） | 近大福山（初出場）        | 1回戦    | ● 2 - 4 岩倉                        | 初戦敗退 |
| 第56回大会（1984年） | 広陵（4年ぶり13回目）     | 1回戦    | ● 2 - 10 法政二                     | 初戦敗退 |
| 第57回大会（1985年） | 広島商（2年ぶり16回目）   | 1回戦    | ● 0 - 2 帝京                        | 初戦敗退 |
| 第58回大会（1986年） | 尾道商（4年ぶり6回目）    | 1回戦    | ○ 7 - 6 熊本工                      | ベスト8  |
| 第58回大会（1986年） | 尾道商（4年ぶり6回目）    | 2回戦    | ○ 1 - 0 天理                        | ベスト8  |
| 第58回大会（1986年） | 尾道商（4年ぶり6回目）    | 準々決勝 | ● 4 - 5 池田                        | ベスト8  |
| 第58回大会（1986年） | 広島工（11年ぶり2回目）   | 1回戦    | ○ 8 - 0 鹿児島商                    | ベスト8  |
| 第58回大会（1986年） | 広島工（11年ぶり2回目）   | 2回戦    | ○ 2 - 1 浜松商                      | ベスト8  |
| 第58回大会（1986年） | 広島工（11年ぶり2回目）   | 準々決勝 | ● 3 - 4 宇都宮南                    | ベスト8  |
| 第59回大会（1987年） | 広島商（2年ぶり17回目）   | 1回戦    | ○ 4 - 1 旭川竜谷                    | 2回戦    |
| 第59回大会（1987年） | 広島商（2年ぶり17回目）   | 2回戦    | ● 0 - 8 PL学園                      | 2回戦    |
| 第60回大会（1988年） | 広島工（2年ぶり3回目）    | 2回戦    | ● 2 - 5 桐蔭学園                    | 初戦敗退 |
| 第60回大会（1988年） | 西条農（初出場）          | 2回戦    | ● 0 - 4 北海                        | 初戦敗退 |
| 第61回大会（1989年） | 広島工（2年連続4回目）    | 1回戦    | ○ 1 - 0 尽誠学園（延長10回）        | ベスト8  |
| 第61回大会（1989年） | 広島工（2年連続4回目）    | 2回戦    | ○ 6 - 4 福井商                      | ベスト8  |
| 第61回大会（1989年） | 広島工（2年連続4回目）    | 準々決勝 | ● 2 - 5 京都西（延長10回）          | ベスト8  |
| 第63回大会（1991年） | 広陵（7年ぶり14回目）     | 1回戦    | △ 3 - 3 三田学園（9回降雨コールド） | 優勝     |
| 第63回大会（1991年） | 広陵（7年ぶり14回目）     | 1回戦    | ○ 8 - 2 三田学園                    | 優勝     |
| 第63回大会（1991年） | 広陵（7年ぶり14回目）     | 2回戦    | ○ 4 - 2 春日部共栄                  | 優勝     |
| 第63回大会（1991年） | 広陵（7年ぶり14回目）     | 準々決勝 | ○ 5 - 2 鹿児島実                    | 優勝     |
| 第63回大会（1991年） | 広陵（7年ぶり14回目）     | 準決勝   | ○ 4 - 1 市川                        | 優勝     |
| 第63回大会（1991年） | 広陵（7年ぶり14回目）     | 決勝     | ○ 6x - 5 松商学園                   | 優勝     |
| 第63回大会（1991年） | 瀬戸内（14年ぶり2回目）   | 1回戦    | ○ 3 - 2 神戸弘陵                    | 2回戦    |
| 第63回大会（1991年） | 瀬戸内（14年ぶり2回目）   | 2回戦    | ● 0 - 1 国士舘                      | 2回戦    |
| 第64回大会（1992年） | 広陵（2年連続15回目）     | 1回戦    | ○ 14 - 1 福岡工大付                 | 2回戦    |
| 第64回大会（1992年） | 広陵（2年連続15回目）     | 2回戦    | ● 0 - 4 育英                        | 2回戦    |
| 第64回大会（1992年） | 広島商（5年ぶり18回目）   | 1回戦    | ○ 3 - 0 坂出商                      | 2回戦    |
| 第64回大会（1992年） | 広島商（5年ぶり18回目）   | 2回戦    | ● 2 - 3 天理                        | 2回戦    |
| 第65回大会（1993年） | 崇徳（15年ぶり3回目）     | 2回戦    | ● 3 - 5 大宮東                      | 初戦敗退 |
| 第66回大会（1994年） | 広島商（2年ぶり19回目）   | 1回戦    | ○ 7 - 3 鹿児島実                    | 2回戦    |
| 第66回大会（1994年） | 広島商（2年ぶり19回目）   | 2回戦    | ● 2 - 4 宇和島東（延長13回）        | 2回戦    |
| 第67回大会（1995年） | 広島工（6年ぶり5回目）    | 1回戦    | ○ 3 - 2 鷲宮                        | 2回戦    |
| 第67回大会（1995年） | 広島工（6年ぶり5回目）    | 2回戦    | ● 2 - 3 今治西                      | 2回戦    |
| 第68回大会（1996年） | 高陽東（初出場）          | 1回戦    | ○ 3 - 2 駒大岩見沢                  | ベスト4  |
| 第68回大会（1996年） | 高陽東（初出場）          | 2回戦    | ○ 13 - 5 比叡山                     | ベスト4  |
| 第68回大会（1996年） | 高陽東（初出場）          | 準々決勝 | ○ 5 - 4 大阪学院大                  | ベスト4  |
| 第68回大会（1996年） | 高陽東（初出場）          | 準決勝   | ● 2 - 4 智弁和歌山                  | ベスト4  |
| 第70回大会（1998年） | 広島商（4年ぶり20回目）   | 2回戦    | ○ 9 - 2 国士舘                      | 3回戦    |
| 第70回大会（1998年） | 広島商（4年ぶり20回目）   | 3回戦    | ● 3 - 4 高鍋                        | 3回戦    |
| 第72回大会（2000年） | 広陵（8年ぶり16回目）     | 1回戦    | ○ 3 - 2 竜ヶ崎一                    | 2回戦    |
| 第72回大会（2000年） | 広陵（8年ぶり16回目）     | 2回戦    | ● 0 - 3 柳川                        | 2回戦    |
| 第73回大会（2001年） | 広陵（2年連続17回目）     | 2回戦    | ● 4 - 8 東福岡                      | 初戦敗退 |
| 第74回大会（2002年） | 広島商（4年ぶり21回目）   | 1回戦    | ○ 6 - 3 樟南                        | ベスト8  |
| 第74回大会（2002年） | 広島商（4年ぶり21回目）   | 2回戦    | ○ 1 - 0 鵡川                        | ベスト8  |
| 第74回大会（2002年） | 広島商（4年ぶり21回目）   | 準々決勝 | ● 1 - 19 鳴門工                     | ベスト8  |
| 第74回大会（2002年） | 広陵（3年連続18回目）     | 1回戦    | ○ 4 - 0 中京大中京                  | 2回戦    |
| 第74回大会（2002年） | 広陵（3年連続18回目）     | 2回戦    | ● 3 - 5 報徳学園                    | 2回戦    |
| 第75回大会（2003年） | 広陵（4年連続19回目）     | 2回戦    | ○ 8 - 1 旭川実                      | 優勝     |
| 第75回大会（2003年） | 広陵（4年連続19回目）     | 3回戦    | ○ 6 - 0 遊学館                      | 優勝     |
| 第75回大会（2003年） | 広陵（4年連続19回目）     | 準々決勝 | ○ 4 - 2 近江                        | 優勝     |
| 第75回大会（2003年） | 広陵（4年連続19回目）     | 準決勝   | ○ 5 - 1 東洋大姫路                  | 優勝     |
| 第75回大会（2003年） | 広陵（4年連続19回目）     | 決勝     | ○ 15 - 3 横浜                       | 優勝     |
| 第76回大会（2004年） | 広陵（5年連続20回目）     | 1回戦    | ● 1 - 9 東邦                        | 初戦敗退 |
| 第77回大会（2005年） | 如水館（初出場）          | 1回戦    | ○ 5x - 4 東筑紫学園                 | 2回戦    |
| 第77回大会（2005年） | 如水館（初出場）          | 2回戦    | ● 2 - 8 羽黒                        | 2回戦    |
| 第79回大会（2007年） | 広陵（3年ぶり21回目）     | 1回戦    | ○ 2 - 1 成田（延長12回）            | ベスト8  |
| 第79回大会（2007年） | 広陵（3年ぶり21回目）     | 2回戦    | ○ 5 - 3 北陽                        | ベスト8  |
| 第79回大会（2007年） | 広陵（3年ぶり21回目）     | 準々決勝 | ● 1 - 7 帝京                        | ベスト8  |
| 第82回大会（2010年） | 広陵（3年ぶり22回目）     | 1回戦    | ○ 7 - 6 立命館宇治                  | ベスト4  |
| 第82回大会（2010年） | 広陵（3年ぶり22回目）     | 2回戦    | ○ 1x - 0 宮崎工                     | ベスト4  |
| 第82回大会（2010年） | 広陵（3年ぶり22回目）     | 準々決勝 | ○ 5 - 1 中京大中京                  | ベスト4  |
| 第82回大会（2010年） | 広陵（3年ぶり22回目）     | 準決勝   | ● 9 - 14 日大三                     | ベスト4  |
| 第83回大会（2011年） | 総合技術（初出場）        | 1回戦    | ● 0 - 4 履正社                      | 初戦敗退 |
| 第85回大会（2013年） | 広陵（3年ぶり23回目）     | 2回戦    | ● 3 - 4x 済美（延長13回）           | 初戦敗退 |
| 第86回大会（2014年） | 広島新庄（初出場）        | 1回戦    | ○ 6 - 0 東海大三                    | 2回戦    |
| 第86回大会（2014年） | 広島新庄（初出場）        | 2回戦    | △ 1 - 1 桐生第一（延長15回）        | 2回戦    |
| 第86回大会（2014年） | 広島新庄（初出場）        | 2回戦    | ● 0 - 4 桐生第一                    | 2回戦    |
| 第89回大会（2017年） | 呉（初出場）              | 1回戦    | ○ 6 - 5 至学館（延長12回）          | 2回戦    |
| 第89回大会（2017年） | 呉（初出場）              | 2回戦    | ● 0 - 1 履正社                      | 2回戦    |
| 第90回大会（2018年） | 瀬戸内（27年ぶり3回目）   | 1回戦    | ● 3 - 4 明秀日立                    | 初戦敗退 |
| 第91回大会（2019年） | 広陵（6年ぶり24回目）     | 1回戦    | ○ 2 - 0 八戸学院光星                | 2回戦    |
| 第91回大会（2019年） | 広陵（6年ぶり24回目）     | 2回戦    | ● 2 - 12 東邦                       | 2回戦    |
| 第91回大会（2019年） | 呉（2年ぶり2回目）        | 1回戦    | ● 2 - 3x 市和歌山（延長11回）       | 初戦敗退 |
| 第92回大会（2020年） | 広島新庄（6年ぶり2回目）  | 交流試合 | ○ 4 - 2 天理                        | （中止） |
| 第93回大会（2021年） | 広島新庄（2年連続3回目）  | 1回戦    | ○ 1x - 0 上田西（延長12回）         | 2回戦    |
| 第93回大会（2021年） | 広島新庄（2年連続3回目）  | 2回戦    | ● 2 - 5 智弁学園                    | 2回戦    |
| 第94回大会（2022年） | 広陵（3年ぶり25回目）     | 1回戦    | ○ 9 - 0 敦賀気比                    | 2回戦    |
| 第94回大会（2022年） | 広陵（3年ぶり25回目）     | 2回戦    | ● 1 - 4 九州国際大付                | 2回戦    |
| 第94回大会（2022年） | 広島商（20年ぶり22回目）  | 1回戦    | ○ 22 - 7 丹生                       | 2回戦    |
| 第94回大会（2022年） | 広島商（20年ぶり22回目）  | 2回戦    | ● 大阪桐蔭（不戦敗）                | 2回戦    |
| 第95回大会（2023年） | 広陵（2年連続26回目）     | 2回戦    | ○ 5 - 0 二松学舎大付                | ベスト4  |
| 第95回大会（2023年） | 広陵（2年連続26回目）     | 3回戦    | ○ 3 - 2 海星                        | ベスト4  |
| 第95回大会（2023年） | 広陵（2年連続26回目）     | 準々決勝 | ○ 9 - 2 専大松戸                    | ベスト4  |
| 第95回大会（2023年） | 広陵（2年連続26回目）     | 準決勝   | ● 1 - 6 山梨学院                    | ベスト4  |
| 第96回大会（2024年） | 広陵（3年連続27回目）     | 1回戦    | ○ 3 - 1 高知                        | 2回戦    |
| 第96回大会（2024年） | 広陵（3年連続27回目）     | 2回戦    | ● 5 - 6x 青森山田（延長10回TB）     | 2回戦    |
| 第97回大会（2025年） | 広島商（3年ぶり23回目）   | 1回戦    | ○ 10 - 2 横浜清陵                   | ベスト8  |
| 第97回大会（2025年） | 広島商（3年ぶり23回目）   | 2回戦    | ○ 6 - 2 東洋大姫路                  | ベスト8  |
| 第97回大会（2025年） | 広島商（3年ぶり23回目）   | 準々決勝 | ● 0 - 7 智弁和歌山                  | ベスト8  |

## 通算成績
| 出場 | 試合 | 勝利 | 敗戦 | 引分 | 勝率 | 優勝 | 準優勝 | ベスト4 | ベスト8 |
| ---- | ---- | ---- | ---- | ---- | ---- | ---- | ------ | ------- | ------- |
| 84   | 179  | 99   | 78   | 2    | .559 | 5    | 6      | 6       | 10      |

## 学校別成績
| 校名     | 出場 | 直近出場 | 勝敗        | 最高成績 | 前身校         |
| -------- | ---- | -------- | ----------- | -------- | -------------- |
| 広陵     | 27回 | 2024年   | 43勝24敗1分 | 優勝3回  | 広陵中         |
| 広島商   | 23回 | 2025年   | 22勝22敗    | 優勝1回  |                |
| 尾道商   | 6回  | 1986年   | 12勝6敗     | 準優勝   |                |
| 広島工   | 5回  | 1995年   | 6勝5敗      | ベスト8  |                |
| 呉港     | 5回  | 1963年   | 3勝5敗      | ベスト8  | 大正中・呉港中 |
| 崇徳     | 3回  | 1993年   | 5勝2敗      | 優勝1回  |                |
| 広島新庄 | 3回  | 2021年   | 2勝2敗1分   | 2回戦    |                |
| 瀬戸内   | 3回  | 2018年   | 1勝3敗      | 2回戦    |                |
| 呉       | 2回  | 2019年   | 1勝2敗      | 2回戦    |                |
| 高陽東   | 1回  | 1996年   | 3勝1敗      | ベスト4  |                |
| 如水館   | 1回  | 2005年   | 1勝1敗      | 2回戦    |                |
| 呉三津田 | 1回  | 1951年   | 0勝1敗      | 初戦敗退 |                |
| 府中東   | 1回  | 1979年   | 0勝1敗      | 初戦敗退 |                |
| 近大福山 | 1回  | 1984年   | 0勝1敗      | 初戦敗退 |                |
| 西条農   | 1回  | 1988年   | 0勝1敗      | 初戦敗退 |                |
| 総合技術 | 1回  | 2011年   | 0勝1敗      | 初戦敗退 |                |